# Winnipeg Jets (1972-1996)
Winnipeg Jets fue un equipo profesional de hockey sobre hielo situado en Winnipeg, Manitoba (Canadá), que existió desde 1972 hasta 1996. Jugó desde 1979 hasta 1996 en la National Hockey League.
El equipo fue una de las 12 primeras franquicias de la World Hockey Association (WHA), liga de hockey profesional que nació como competencia directa de la National Hockey League (NHL). En 1979 fue uno de los cuatro clubes que pasó a formar parte de la NHL, cuando esta absorbió a la WHA. Aunque Winnipeg no ganó nunca la Stanley Cup, sí consiguió tres títulos de la WHA en las temporadas 1975/76, 1977/78 y 1978/79.
Los Jets continuaron en Winnipeg hasta 1996, cuando el equipo desapareció. La franquicia fue realojada ese mismo año en Phoenix, Arizona (Estados Unidos), para formar un nuevo club llamado Phoenix Coyotes. En 2011 se recuperó el nombre para una nueva franquicia, nacida a partir del traslado de los Atlanta Thrashers a Winnipeg.

## Historia

### El equipo en la World Hockey Association
Winnipeg Jets fue una de las 12 franquicias que participó en la primera temporada de la liga World Hockey Association en 1972. Para satisfacer la demanda de hockey profesional de las ciudades canadienses y competir con la NHL en aficionados, la WHA contactó con cuatro ciudades del país sin representación en la NHL para albergar una franquicia, entre ellas Winnipeg. El nuevo equipo se llamó Winnipeg Jets.
En su primera temporada, los Jets destacaron por la firma de la estrella de la NHL Bobby Hull, cuyo fichaje fue uno de los contratos multimillonarios que caracterizó al campeonato durante su corta existencia, al acordar el pago de 1.000.000 dólares a 10 años. Winnipeg se convirtió en una de las franquicias más fuertes de la liga, llegando en la temporada de debut (1972/73) hasta la final, donde cayeron frente a New England Whalers.
Los Jets también se caracterizaron por ser uno de los primeros equipos que comenzó a rastrear el mercado europeo en busca de nuevos talentos, con la llegada de los suecos Anders Hedberg o Ulf Nilsson, que junto a Bobby Hull formaron uno de los ataques más potentes de la WHA. Con un bloque formado por jugadores canadienses y escandinavos, los Jets ganaron el Avco World Trophy (equivalente a la Stanley Cup de la NHL) en las temporadas 1975/76 y 1977/78. El 5 de enero de 1978, la franquicia se convirtió en el primer equipo de América del Norte que venció a la selección de hockey de la Unión Soviética.
Winnipeg ganó en una tercera ocasión el Avco World Trophy, al vencer en la final a Edmonton Oilers. Cuando la WHA fue absorbida por la National Hockey League, se decidió que Winnipeg Jets fuese una de las cuatro franquicias -junto con Edmonton Oilers, New England Whalers y Quebec Nordiques- que formarían parte de la NHL en la temporada 1979/80.

### Década de 1980

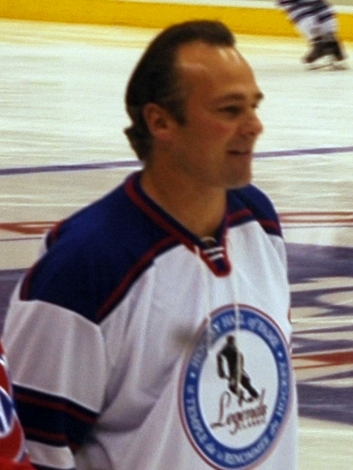
Dale Hawerchuk, capitán de los Jets desde 1984 hasta 1990.

Al igual que el resto de equipos procedentes de la WHA, Winnipeg Jets sufrió las bajas de sus mejores jugadores y partió de una baja posición (decimoctavo de 21 equipos) en el draft para seleccionar nuevas figuras. Con una plantilla diezmada, la franquicia terminó en última posición en sus primeras dos temporadas, llegando incluso a registrar un récord negativo en la temporada 1980/81 de 9 victorias, 57 derrotas y 14 empates.
Sin embargo, las dos malas temporadas sirvieron a Winnipeg para tener buenas elecciones en el draft. En 1981 la franquicia eligió a Dale Hawerchuk, futuro miembro del Salón de la Fama del Hockey sobre hielo. Hawerchuk fue el líder de una plantilla formada por jugadores como Thomas Steen, Paul MacLean y Dave Babych, que con un bloque sólido y un fuerte apoyo local logró su primera clasificación para playoff en la campaña 1981/82. 
El equipo se clasificó durante siete temporadas consecutivas para playoff, pero sus éxitos en la temporada regular no se tradujeron en triunfos en la fase final. Esto se debe a que, debido a la estructura del campeonato, Winnipeg se terminaba enfrentando a Edmonton Oilers o Calgary Flames, equipos que alcanzaron sus mayores éxitos en los años 1980. En toda su historia los Jets sólo superaron una vez la primera ronda de playoff, cuando en la temporada 1986/87 batieron a Calgary y perdieron en semifinales de conferencia ante Edmonton.

### Década de 1990: traslado a Phoenix
Durante los años 1990 los Jets consiguieron clasificarse para playoff en las temporadas 1991/92, 1992/93 y 1995/96, con Teemu Selanne y Keith Tkachuk como jugadores más destacados. Sin embargo, el equipo seguía cayendo siempre en la primera ronda de la fase final. En esos años la franquicia comenzó a padecer problemas económicos, derivados de la crisis financiera que sufrían la mayoría de equipos canadienses por la debilidad del dólar canadiense -los salarios en la NHL se pagan en dólares americanos-, por lo que sus mejores jugadores se marcharon a otros clubes. Además, Winnipeg estaba considerado como un mercado menor para el campeonato, pese a que su equipo contaba con mucho apoyo en Manitoba.
La crisis se agravó con el traslado de Quebec Nordiques a Denver. Aunque las autoridades de Manitoba y los abonados trazaron un plan para salvar al club, la NHL anunció que la situación de la franquicia en Winnipeg era inviable en lo económico. Gary Bettman, comisario de la NHL, difundió el 3 de mayo de 1995 un comunicado oficial con la siguiente declaración:
Lamentamos informar que los Jets deberán abandonar Winnipeg. Los fans de Winnipeg Jets han mostrado su lealtad al equipo durante sus 16 temporadas en la NHL. Hemos hecho todos los esfuerzos para que la franquicia pudiera continuar en Winnipeg, pero parece que nadie en el sector privado cree, después de exhaustivos análisis, que un equipo en Winnipeg sea rentable.
Finalmente, el propietario de Winnipeg Jets, Barry Shenkarow, vendió la franquicia en primavera de 1996 a un grupo inversor de Arizona, que creó un nuevo club llamado Phoenix Coyotes. El último partido de los Jets fue su eliminación en primera ronda de playoff por Detroit Red Wings, mientras que el último gol canadiense fue de Norm Maciver. El equipo de hockey de Winnipeg pasó a ser Manitoba Moose, de la American Hockey League.

### Regreso a la NHL
Tras su desaparición, los aficionados y la clase política de Manitoba continúan reclamando a la NHL una franquicia en la ciudad que recupere el espíritu de Winnipeg Jets. El equipo más representativo de la ciudad pasó a ser Manitoba Moose, de la American Hockey League.
El 30 de mayo de 2011 la NHL confirmó el traslado de los Atlanta Thrashers a Winnipeg para la temporada 2011/12. La National Hockey League cedió a la nueva franquicia los derechos sobre el nombre Winnipeg Jets, que ésta poseía al hacerse cargo de los Phoenix Coyotes tras su bancarrota. De este modo, el nuevo equipo se llamó como el club de 1972 y comenzó a competir a partir de la temporada 2011/12.

## Escudo y equipación

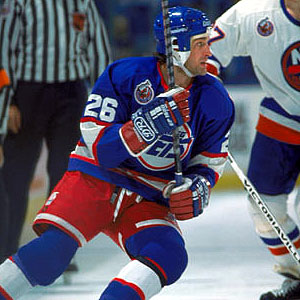
Dean Kennedy, con la equipación de los Jets.

El escudo de Winnipeg Jets consiste en un círculo donde aparecen la palabra Jets (con la letra J simulando un stick de hockey sobre hielo) y el nombre de la ciudad. En su interior figura un avión de reacción. Este patrón se ha repetido tanto en el escudo de 1973 como en la revisión realizada en 1990.
Por su parte, la equipación del equipo era de color blanco con pantalón rojo para los partidos en casa, y un jersey azul con pantalón rojo para los encuentros como visitante.

## Estadio
El estadio donde Winnipeg Jets disputó sus partidos como local era el Winnipeg Arena. Construido en 1954 como centro multiusos, el campo contó con un aforo inicial de 10 000 espectadores en la época de la WHA. Sin embargo, cuando los Jets pasaron a la NHL el equipo tuvo que ampliar el aforo del recinto hasta los 15.000 asientos.
Winnipeg jugó todas sus temporadas en ese campo, que además fue la sede de equipos de divisiones inferiores de hockey y un club de baloncesto. Actualmente el Winnipeg Arena no existe, ya que fue abandonado en 2004 y demolido en 2006. Su sustituto es el MTS Centre, inaugurado en noviembre de 2004 y con la misma capacidad que el antiguo arena.

## Jugadores

### Capitanes
- Ab McDonald, 1972–74
- Dan Johnson, 1974–75
- Lars-Erik Sjoberg, 1975–78
- Barry Long, 1978–79
- Lars-Erik Sjoberg, 1979–80
- Morris Lukowich, 1980–81
- Dave Christian, 1981–82
- Lucien DeBlois, 1982–84

- Dale Hawerchuk, 1984–89
- Dale Hawerchuk, Thomas Steen y 
 Randy Carlyle , 1989–90
- Thomas Steen y Randy Carlyle , 1990–91
- Troy Murray, 1991–93
- Dean Kennedy, 1993
- Keith Tkachuk, 1993–95
- Kris King, 1995–96

### Miembros del Salón de la Fama del Hockey
- Bobby Hull (1983). Primera estrella de Winnipeg Jets, jugaba como atacante.
- Serge Savard (1986). Actuó como defensa de los Jets en sus dos últimos años de carrera.
- Dale Hawerchuk (2001). Primera elección de draft de Winnipeg en 1981, permaneció nueve temporadas en el equipo.

### Dorsales retirados
- 9: Bobby Hull.
- 25: Thomas Steen. Permaneció catorce temporadas en Winnipeg.

Phoenix Coyotes respetó los números retirados por Winnipeg Jets, trasladando los pendones con los colores del equipo canadiense a su estadio. Además, retiró el dorsal 10 de Dale Hawerchuk en mayo de 2007 pese a que nunca jugó con el equipo de Arizona.

## Palmarés
- World Hockey Association: 3 (1976, 1978 y 1979)

## Estadísticas
- Máximo goleador en una temporada: Teemu Selanne, con 76 goles en la temporada 1992/93, su año de debut.
- Más asistencias en una temporada: Phil Housley, con 79 asistencias en la temporada 1992/93.
- Más puntos (goles y asistencias) en una temporada: Teemu Selanne, con 132 puntos en 1992/93.
- Jugador más sancionado en una temporada: Tie Domi, con 347 minutos de sanción en 1993/94.
- Récord de victorias para un portero en una temporada: Brian Hayward (1984/85) y Bob Essensa (1992/93), con 33 victorias.